# Ali Wong

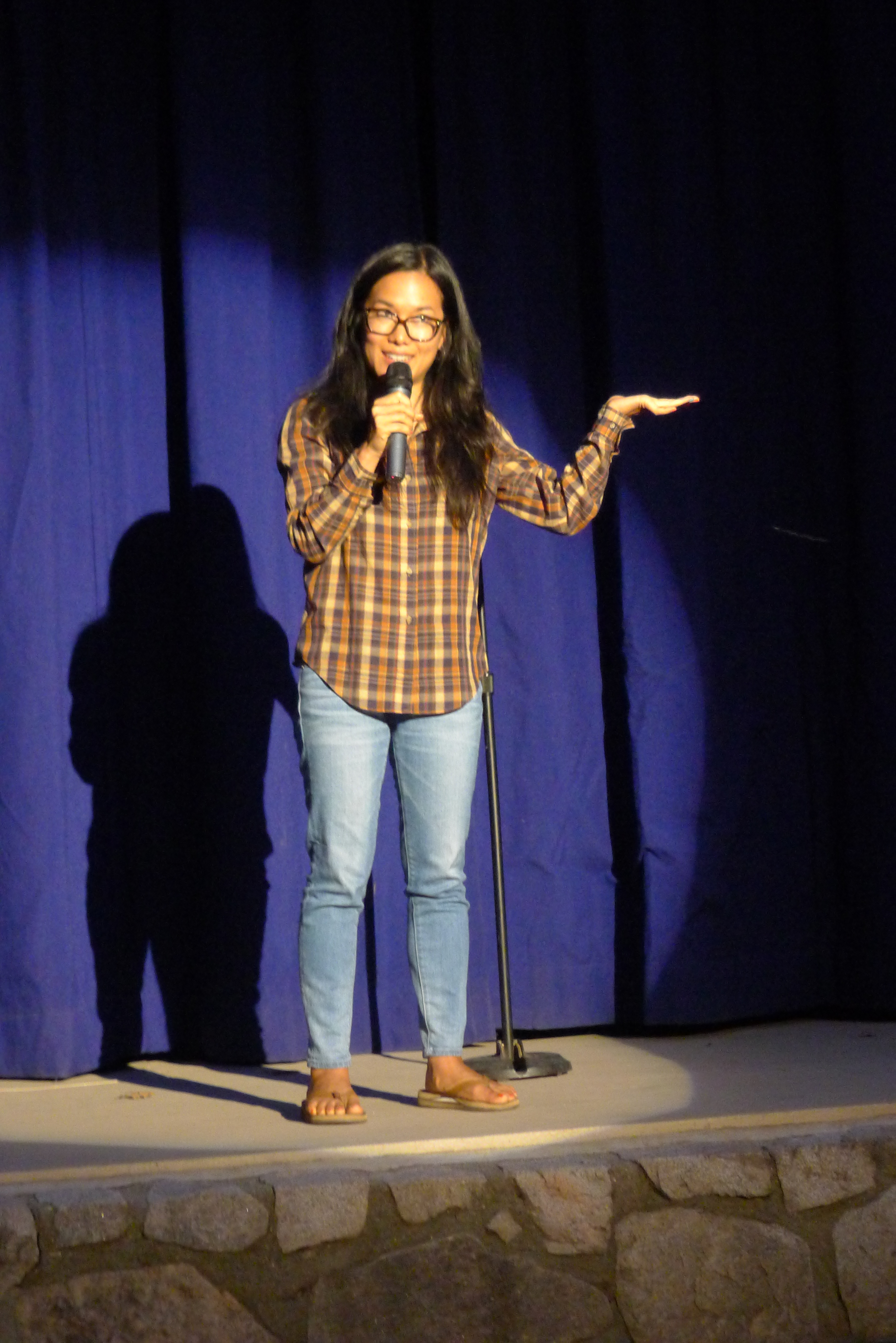
Ali Wong, 2013

Ali Wong (* 19. April 1982 in San Francisco, Kalifornien) ist eine US-amerikanische Schauspielerin und Stand-Up-Komikerin.

## Leben
Wong ist die jüngste von vier Geschwistern. Sie wurde in Pacific Heights geboren, einem der wohlhabendsten Viertel von San Francisco. Ihr Vater ist ein chinesisch-amerikanischer Anästhesist; ihre Mutter kam 1960 aus Hue (Vietnam) in die Vereinigten Staaten. Sie war von 2014 bis 2022 mit Justin Hakuta verheiratet und ist Mutter zweier Töchter.
2000 machte Wong ihren Abschluss an der San Francisco University High School. Ihr Studium der Asien-Amerikawissenschaften an der UCLA beendete sie mit Auszeichnung.
Wong begann ihre Karriere als Stand-Up-Komikerin in San Francisco. 2011 wurde sie wegen ihrer guten Auftritte in der Liste der „10 Comics to Watch“ der Zeitschrift Variety erwähnt. Seit 2011 tritt sie auch vermehrt in Fernseh- und Filmproduktionen auf. 2012 bekam sie eine der Hauptrollen in der Serie Are You There, Chelsea?, die jedoch nach einer Staffel wegen schwacher Einschaltquoten eingestellt wurde. 2014 spielte sie eine Rolle in der Fernsehserie Black Box.
Im Jahr 2023 gewann sie als Hauptdarstellerin und ausführende Produzentin der Netflix-Serie Beef zwei Gotham Awards und wurde für die gleiche Anzahl an Emmys nominiert.

## Auszeichnungen
- Golden Globe Awards 2024, Beste Hauptdarstellerin – Miniserie, Anthologie-Serie oder Fernsehfilm (Beef)
- Golden Globe Awards 2025: Bester Stand-Up-Comedian

## Filmografie (Auswahl)
- 2011: Breaking In (Fernsehserie, 3 Folgen)
- 2012: Controversial Racist (Kurzfilm)
- 2012: Chelsea Lately (Fernsehserie, 9 Folgen)
- 2012: Are You There, Chelsea? (Fernsehserie, 12 Folgen)
- 2012: Savages
- 2013: Hey Girl (Fernsehserie, 5 Folgen)
- 2013: Best Week Ever (Fernsehserie, 16 Folgen)
- 2013: Dealin’ with Idiots
- 2014: Black Box (Fernsehserie, 13 Folgen)
- 2016: Ali Wong: Baby Cobra (Dokumentarfilm)
- 2016: Angry Birds – Der Film (The Angry Birds Movie, Stimme)
- 2016–2021: American Housewife (Fernsehserie, 95 Folgen)
- 2019: Always Be My Maybe
- 2019–2022: Tuca & Bertie (Fernsehserie, Stimme)
- 2020: Birds of Prey: The Emancipation of Harley Quinn (Birds of Prey (and the Fantabulous Emancipation of One Harley Quinn))
- 2020: Onward: Keine halben Sachen (Onward, Stimme)
- 2020: Love, Victor (Fernsehserie, 2 Folgen)
- 2020: Phineas und Ferb: Candace gegen das Universum (Phineas and Ferb: Candace Against the Universe, Stimme)
- 2022: Paper Girls (Fernsehserie)
- 2023: Beef (Netflixserie)